# Viaduc de Daoulas
Le viaduc de Daoulas est un pont ferroviaire de la ligne de Savenay à Landerneau, situé principalement sur la commune de Saint-Urbain, mais aussi sur celle d'Irvillac et en bordure de celle de Daoulas, dans le département du Finistère en région Bretagne.

## Situation ferroviaire
Construit à 38,1o mètres d'altitude, le viaduc de Daoulas est situé au point kilométrique (PK) 751,929 de la ligne de Savenay à Landerneau, entre les gares de Daoulas et de Dirinon - Loperhet.